# Bajkáli omul
A bajkáli omul (Coregonus migratorius) a sugarasúszójú halak (Actinopterygii) osztályának lazacalakúak (Salmoniformes) rendjébe, ezen belül a lazacfélék (Salmonidae) családjába tartozó faj.

## Előfordulása
A bajkáli omul amint a neve is mutatja, az ázsiai Bajkál-tóban honos. Anadrom halfajként az ívási időszakban felúszik a folyókba. Emiatt a tavon kívül ez a hal még megtalálható a következő folyókban is: Szelenga, Barguzin, Felső-Angara, Kicsera és Csivirkuj.

## Megjelenése
E hal átlaghossza 36-38 centiméter, testtömege 0,6-0,8 kilogramm. A legnagyobb példányok 56 centiméter hosszúak és körülbelül 2,5 kilogrammosak lehetnek. E lazac oldalai fehéresek, a háti része sötét. Karcsú testfelépítésű. A fején nagy, a hátúszóján pedig kis pettyek vannak.

## Életmódja
Mérsékelt övi hal, amely az édes- és brakkvízben él meg. Élőhelyének a mélyebb pontjaira is leúszik; általában 345-450 méter mélyre. A 4-16 Celsius-fokos vízhőmérsékletet és a 7-7,5 pH értékű vizet kedveli. A nyílt vizeken táplálkozik, ahol zooplantonra, kisebb halakra és gerinctelenekre vadászik. A bajkáli fóka (Pusa sibirica) legfőbb zsákmánya.

## Szaporodása
Az ivarérettséget 5-15 évesen éri el. Több éven át is ívhat. Az ívási időszaka október közepén van. Az íváshoz beúszik a folyókba, ahol példánytól függően 8000-30 000 ikrát rak le.

## Felhasználása, védelme
Ennek a halnak ipari mértékű halászata van. A Bajkál-tó körüli térségekben az egyik legfontosabb halféle. Külföldre is exportálnak belőle. A legnagyobb halászatai az 1940-es években történtek; ekkortájt körülbelül 60-80 ezer tonnát fogtak ki belőle. Az állomány annyira megcsappant, hogy 1969-ben betiltották a halászatát. 1974-ben miután feljavultak az állományok újból lehetett bajkáli omult halászni. Manapság a Bajkál-tóból kifogott halak kétharmadát a bajkáli omul alkotja. 2004-ben Oroszország veszélyeztetett fajnak nyilvánította a bajkáli omult.

## Képek

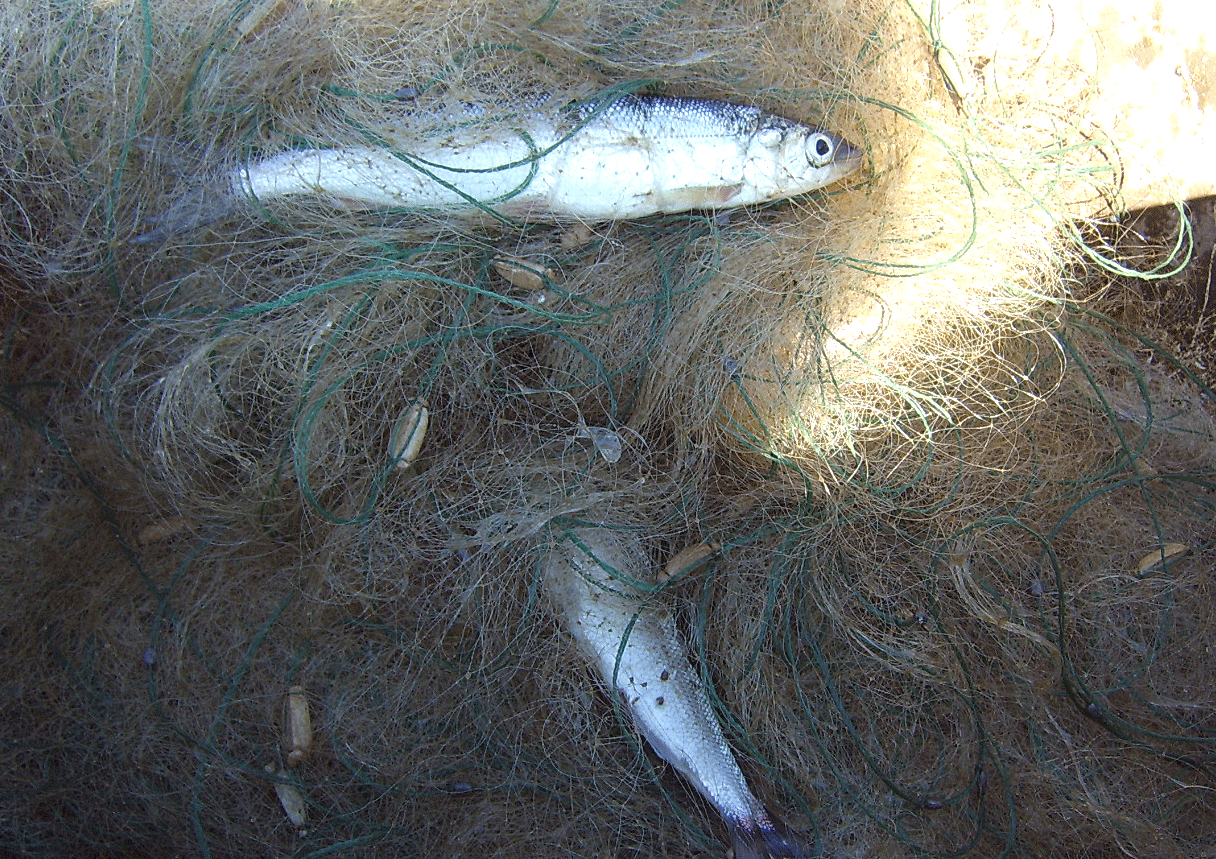
A hálóban,
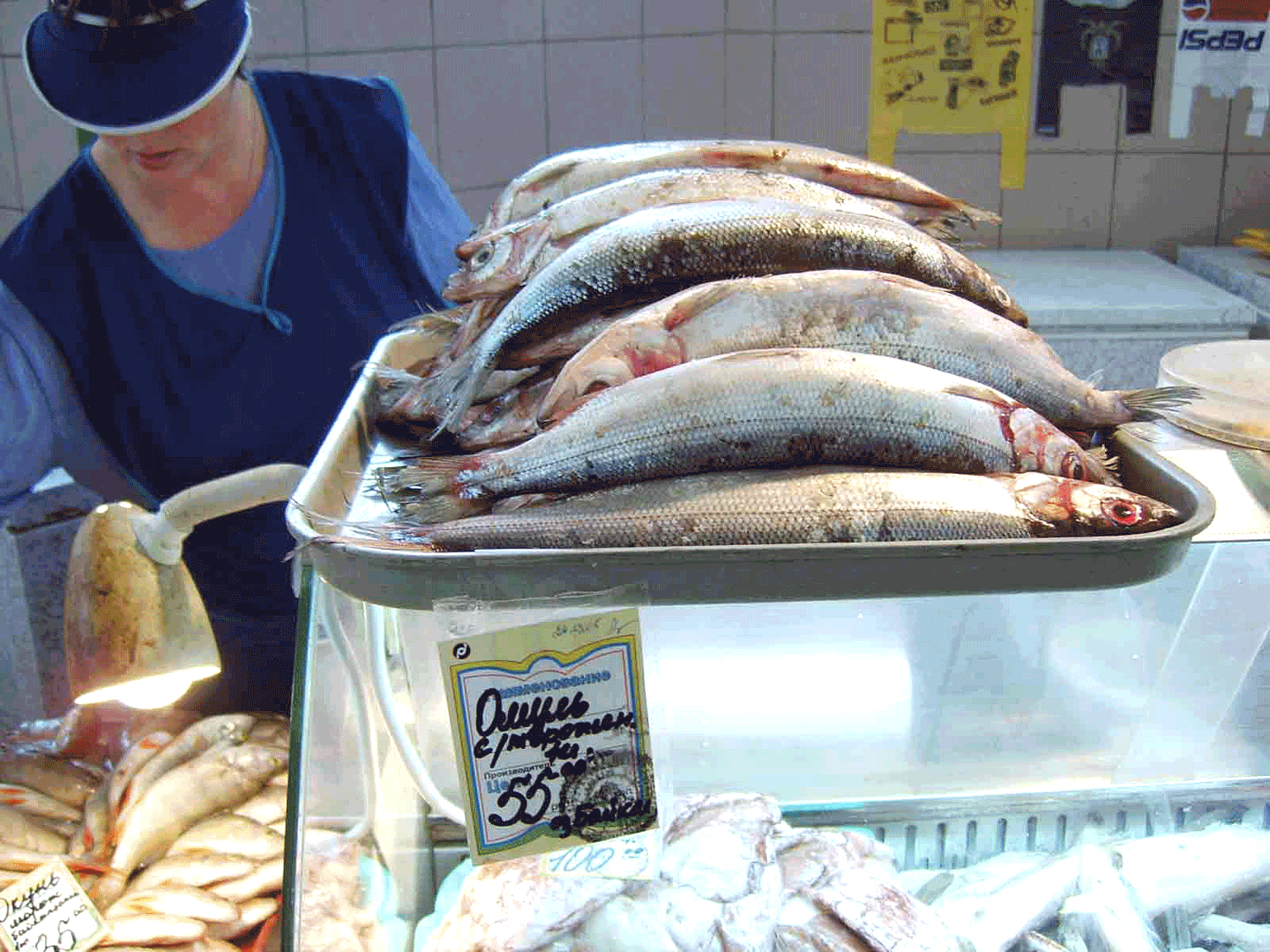
a halpiacon
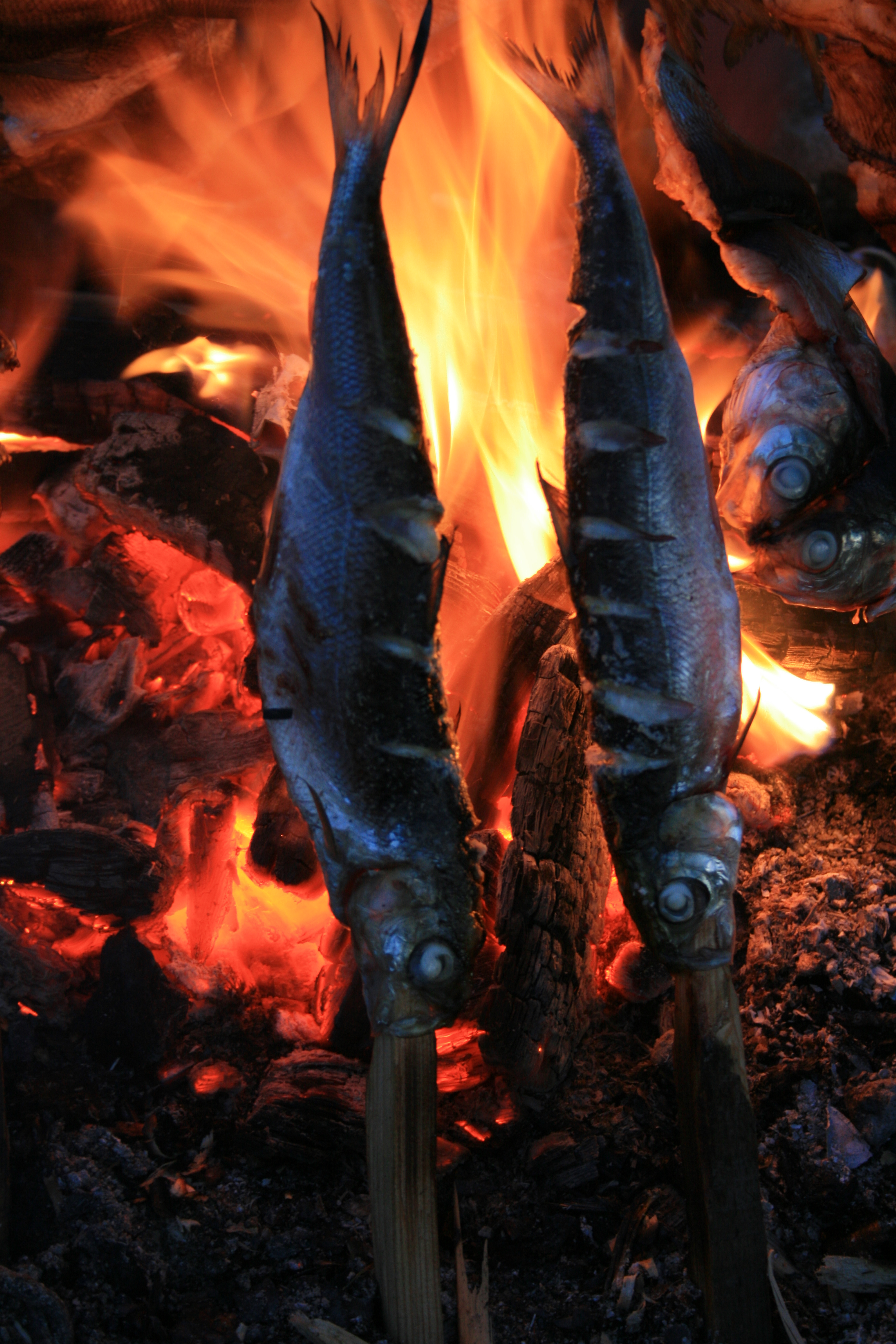
és sütés közben
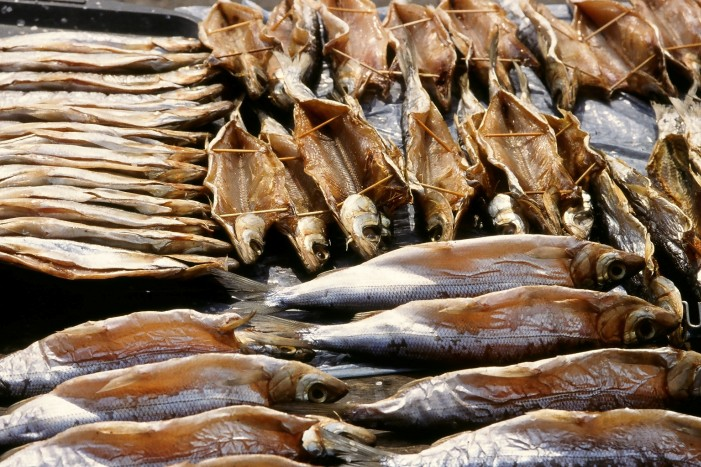
A bajkáli omul füstölve

### Fordítás
- Ez a szócikk részben vagy egészben  az   Omul című angol Wikipédia-szócikk ezen változatának fordításán alapul.  Az eredeti cikk szerkesztőit annak laptörténete sorolja fel. Ez a jelzés csupán a megfogalmazás eredetét és a szerzői jogokat jelzi, nem szolgál a cikkben szereplő információk forrásmegjelöléseként.